# Ematurgina candida
Ematurgina candida är en fjärilsart som beskrevs av Rebillard 1958. Ematurgina candida ingår i släktet Ematurgina och familjen Riodinidae. Inga underarter finns listade i Catalogue of Life.